# Estación de Águilas
Águilas es una estación de ferrocarril, de carácter terminal, situada en la ciudad española de Águilas, en la Región de Murcia. Forma parte de la línea C-2 de Cercanías Murcia/Alicante. Además, en sus cercanías se encuentra la estación de autobuses.
Con carácter histórico, Águilas ha sido una estación destacada y en el pasado llegó a disponer de numerosas instalaciones ferroviarias, como talleres generales, un depósito de locomotoras, cocheras, muelles y almacenes de mercancías, etc. Originalmente constituyó la terminal de la línea Almendricos-Águilas y tuvo un importante tráfico de mercancías por los trenes de mineral procedentes de Andalucía oriental que en Águilas depositaban su carga en buques mercantes. En la actualidad se mantiene operativo el Taller central de reparaciones, uno de los principales de la zona del Sureste. 

## Situación ferroviaria
La estación forma parte de la línea férrea de ancho ibérico Murcia-Águilas y está situada en su punto kilométrico 30,6. El kilometraje empleado por este trazado se corresponden con el de la antigua línea Almendricos-Águilas.

## Historia

### Construcción y primeros años
En la década de 1880 la empresa de capital británico The Great Southern of Spain Railway Company Limited (GSSR) obtuvo la concesión para construir una línea férrea de Lorca a Baza. No obstante, también se le concedió autorización para tender un ramal entre Almendricos y Águilas, ya que en esta última población existía un puerto. Los proyectos de la GSSR aspiraban a dar una salida marítima a los minerales que extraían de la Sierra de los Filabres. La estación fue inaugurada el 1 de abril de 1890 con la apertura al tráfico de la línea Almendricos-Águilas, que a su vez constituía un ramal del ferrocarril principal que pretendía unir Lorca con Baza. Águilas se convirtió en una importante estación de la red de la GSSR, pues disponía de un depósito de locomotoras, una amplia playa de vías, almacenes de mercancías, una rotonda giratoria para las locomotoras o los talleres generales de la compañía. Además, la empresa propietaria llegó a construir dos pequeños ramales que enlazaban la estación con el puerto y el embarcadero de El Hornillo, los cuales serían inaugurados en 1899 y 1903, respectivamente.

### Bajo RENFE y Adif
En 1941, con la nacionalización de los ferrocarriles de ancho ibérico, las instalaciones pasaron a manos de RENFE. Águilas siguió manteniendo una considerable actividad relacionada con el transporte de mineral hasta la clausura de las minas a comienzos de la década de 1970, hecho que marcó el inicio de la decadencia de la estación.

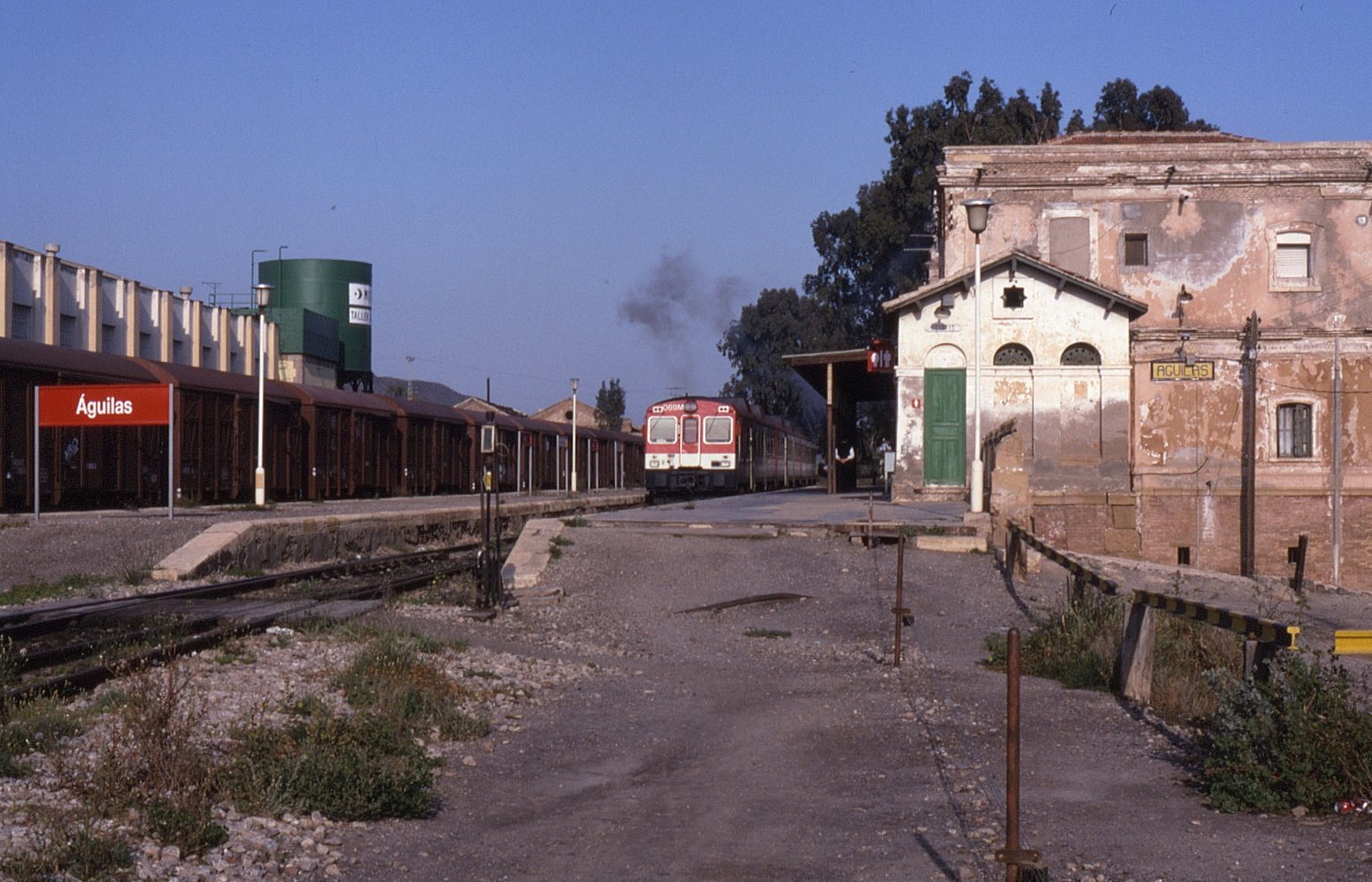
Vista de la estación en 1997.

El 1 de enero de 1985 se clausuró al tráfico la sección comprendida entre las estaciones de Guadix y Almendricos del histórico ferrocarril Murcia-Granada. Por el contrario, se mantuvo abierto el ramal entre Almendricos y Águilas, que desde entonces pasó a ser una prolongación del trazado procedente de Lorca. Además, este trazado escapó de un posible desmantelamento gracias a las ayudas económicas que el gobierno regional murciano entregó a RENFE para tratar de suplir los déficits de su explotación. Como consecuencia de todo ello, Águilas pasó a ser la estación terminal de la línea que se iniciaba en Murcia.
El 1 de enero de 2005, con la división de RENFE en Renfe Operadora y Adif, la línea pasó a depender de esta última.

## La estación

### Taller de Águilas

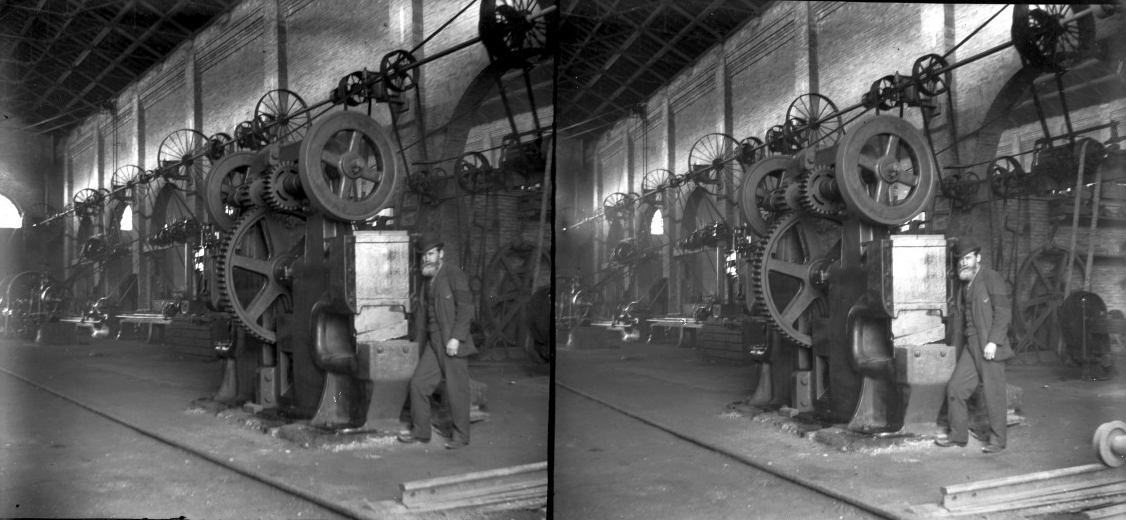
Talleres ferroviarios de la compañía The Great Southern of Spain Railway, en 1904.

El Centro Especializado de Reparación de Componentes de Águilas constituye un importante complejo que se encuentra situado frente a la estación. El taller de Renfe Fabricación y Mantenimiento en Águilas cuenta con una superficie de 35.000 m² y tiene aproximadamente 50 trabajadores. Es un taller pionero en la construcción, tratamiento y transformación de vagones de mercancías que se destinan para transportes especiales. Uno de sus más importantes encargos ha sido la fabricación de piezas valoradas en un millón de euros. También tiene encargos de la empresa Erion, en la que Renfe Fabricación y Mantenimiento tiene una participación del 49%, y que fabrica parte del material rodante. Antiguamente, en los talleres se llevaba a cabo la reparación de las máquinas de vapor y de sus vagones. Las instalaciones originales fueron levantadas por la británica Great Southern of Spain Railway Co. El taller llegó a contar con 250 trabajadores.

### Museo del ferrocarril
El museo está ubicado en un sótano del edificio de viajeros de la estación de ferrocarril, que era utilizado a finales del siglo XIX por la compañía inglesa "The Great Southern of Spain Railway" como caja fuerte y archivo. Fue creado en el año 1985 por la Asociación de Amigos del Ferrocarril «El Labradorcico» de Águilas. Se pueden encontrar objetos, instrumentos y fotografías relacionados con el ferrocarril, así como maquetas de trenes. Todo está organizado como un recorrido por la historia del ferrocarril de la línea Lorca-Baza-Águilas.

## Servicios ferroviarios
Todos los servicios se prestan por carretera debido a obras en la infraestructura desde el 1 de octubre de 2021.

### Cercanías
De los 16 trenes diarios de la línea C-2 sólo tres recorren la línea completa (dos más durante el verano). Desde Águilas va a Lorca a través de la Águilas-El Labradorcico, Pilar de Jaravía (Almería), Pulpí  (Almería), Almendricos, Puerto Lumbreras y Lorca-Sutullena. Y de Lorca hacia Murcia por Lorca-San Diego, La Hoya, Totana, Alhama de Murcia, Librilla, Alcantarilla y finalmente Murcia.

### Larga Distancia
Realiza parada el servicio Intercity semanal con destino Madrid.